# Spilosoma menthastri
Spilosoma menthastri là một loài bướm đêm thuộc phân họ Arctiinae, họ Erebidae.